# Trisetum pyramidatum
Trisetum pyramidatum là một loài thực vật có hoa trong họ Hòa thảo. Loài này được Louis-Marie ex Finot mô tả khoa học đầu tiên năm 2005.